# 「ひとつ、村上さんでやってみるか」と世間の人々が村上春樹にとりあえずぶっつける490の質問に果たして村上さんはちゃんと答えられるのか?
『「ひとつ、村上さんでやってみるか」と世間の人々が村上春樹にとりあえずぶっつける490の質問に果たして村上さんはちゃんと答えられるのか?』（ひとつむらかみさんでやってみるかとせけんのひとびとがむらかみはるきにとりあえずぶっつけるよんひゃくきゅうじゅうのしつもんにはたしてむらかみさんはちゃんとこたえられるのか）は、「村上朝日堂ホームページ」（2006年3月～6月）をまとめた書籍。

## 概要
2006年11月、朝日新聞社から刊行された。村上春樹が文を、安西水丸が絵を担当。装丁は坂川事務所（坂川栄治）。
1996年6月4日に開設された「村上朝日堂ホームページ」は1999年11月19日に更新を停止していたが、2006年3月8日、『「これだけは、村上さんに言っておこう」と世間の人々が村上春樹にとりあえずぶっつける330の質問に果たして村上さんはちゃんと答えられるのか?』（朝日新聞社、2006年3月30日）の出版を記念して3か月限定でオープンした。同年6月8日までの間に行われた読者とのメールのやりとりが本書に収録されている。収録されたのは832通の返事のうち490通。

## 内容
- 質問1～490 （2006年3月8日～6月8日）
- ボストン便り1 （2006年4月20日）
- ボストン便り2 （2006年5月1日）
- ボストン便り3 （2006年5月16日）
- ボストン便り4 （2006年5月22日）
- 安西水丸の4コマ漫画